# Downset.
Downset., également stylisé downset., est un groupe de rap metal américain, originaire de Los Angeles, en Californie. Le groupe, formé en 1986, s'appelait au départ Social Justice, prend le nom de Downset en 1992. Leur premier album Unity is Strength est sorti en 1989. Le titre Anger, paru en 1994 sur l'album  Downset. connait un certain succès et est diffusé auprès du public francophone notamment par La Compil Player One en avril 1995. Downset. mêle hip-hop, funk, punk hardcore et heavy metal à des « paroles socialement conscientes. »

## Biographie
Le groupe est initialement formé sous le nom de Social Justice. Ils commencent à jouer du punk hardcore et publient leur premier album, Unity is Strength, en 1989, suivi par l'EP I Refuse to Lose avec une différente formation en 1992. En 1992, Social Justice (1986–1992) change de nom pour downset., et publie la démo Our Suffocation en 1993. L'album, qui explore des complications sociales comme la mort du père du chanteur Rey Oropeza à cause du LAPD, est encensé par la presse spécialisée.
En 1994, downset. signe un contrat avec le label Mercury Records, une division de Polygram Records, et publie un album éponyme la même année. En 1994, downset. monte en popularité en Europe après sa tournée avec Biohazard et Dog Eat Dog suivi par une tournée avec Pantera et The Almighty en fin d'année. Au début de 1995, downset. revient en Europe avec Sullen pour une tournée en tête d'affiche. En 1995, ils participent à des festivals rock sur le continent comme le Roskilde et le Dynamo Open Air. En 1996, le groupe publie l'album à succès Do We Speak A Dead Language? chez Mercury. Après leur départ de Mercury Records, downset. est contacté par Epitaph Records qui publie leur troisième album, Check Your People, en 2000. En 2004, downset. publie son quatrième album, Universal, sur le label indépendant Hawino Records.
Le 21 juillet 2014, downset. sort son premier album en dix ans, One Blood.
Le 10 juin 2022, downset sort l'album Maintain.

## Membres

### Membres actuels
- Rey Oropeza - chant (depuis 1992)
- Brian Ares Schwager - guitare (depuis 1992)
- James Morris - basse (1992-2003, depuis 2014)
- Chris Hamilton - batterie (1999-2001, depuis 2014)

### Anciens membres
- Neil Roemer - chant (2013)
- Rogelio Lozano - guitare (1992-1994, 1999-2002, 2013)
- J.D. Manhart - basse (2013)
- Krasp - batterie (1992-1999, 2001-2005, 2013)
- Rico Villasenor - guitare basse (2003-2005)
- Dave Corsile - guitare (2000-2001, tournée Check Your People)

## Discographie

### Singles
- Empower (1996)
- Anger (1994)